# Halticoptera aegeriae
Halticoptera aegeriae är en stekelart som först beskrevs av William Harris Ashmead 1887.  Halticoptera aegeriae ingår i släktet Halticoptera och familjen puppglanssteklar. Inga underarter finns listade i Catalogue of Life.